# Cristo de los Faroles
Cristo de los Faroles (in italiano Cristo delle lanterne) originalmente chiamato Cristo de los Desagravios y Misericordia (in italiano Cristo dell’espiazione e della misericordia) è un grande crocifisso che si trova nella Plaza de Capuchinos a Cordova, in Spagna.
La scultura è stata realizzata nel 1794 dallo scultore Juan Navarro León su commissione del cappuccino Diego Giuseppe da Cadice.
Il suo nome popolare deriva dalle otto lanterne appoggiate su supporti di ferro che la illuminano. L'aspetto attuale della scultura si è sviluppato con la costruzione di una recinzione nel XX secolo e la sostituzione delle lanterne con quelle più scure nel 1984.